# المعاهدة الروسية البيزنطية (945)
تم إبرام المعاهدة الروسية البيزنطية بين الإمبراطور البيزنطي قسطنطين السابع و‌إيغور الأول أمير كييف إما في 944 أو 945 نتيجة حملة بحرية قامت بها كييف روس ضد القسطنطينية عاصمة الإمبراطورية البيزنطية في أوائل أربعينيات القرن العاشر. كانت أحكامه أقل فائدة لروسيا من تلك التي كانت في المعاهدة السابقة، المرتبطة باسم سلف إيغور أوليغ. كان أحد أقدم المصادر المكتوبة للقانون الروسي القديم.
يحتوي نص المعاهدة، كما هو محفوظ في الوقائع الأولية، على قائمة مفوضين روس (ما لا يقل عن خمسين مفوضين). الغالبية العظمى لها أسماء نرويجية. جزء من مبعوثي الروس يقسمون على آلهتهم الوثنية، بينما يستدعي جزء آخر اسم الإله المسيحي، مشيرًا إلى أن جزءًا من النخبة الروسية تم تنصيرهم.
بلغ العدد الإجمالي للأسماء 76 منهم 12 من العائلة الحاكمة، و 11 للمبعوثين، و 27 لوكلاء آخرين، و 26 للتجار. في الأسرة الأميرية، هناك ثلاثة أسماء سلافية سفياتوسلاف، ابن الأمير إيغور (Ingvar) وفولوديسلاف وبريدسلافا (غير معروف العلاقة). أفراد الأسرة الآخرون لديهم أسماء نرويجية، أولغا (Helga)، أكون (Hákon)، سفاندا (Svanhildr)، أوليب (Óláfr)، تورد (Þórðr)، أرفاست (Arnfastr)، وسفيركا (Sverker). يحمل المبعوثون أيضًا أسماء نرويجية قديمة باستثناء ثلاثة يحملون أسماء فنلندية. أولغا لديها ممثل بالاسم الفنلندي Iskusevi، في حين أن فولوديسلاف يمثله نورس يوليب (Óleifr'). من بين الوكلاء الـ 27 هناك بعض الذين لديهم أسماء فنلندية، لكن لا أحد منهم يحمل أسماء سلافية، بينما من بين 26 تاجرًا هناك ثلاثة بأسماء فنلندية واثنان يحملان أسماء سلافية.
كررت معاهدة 945/944 عدة بنود من المستوطنات السابقة. وعد الروس بعدم مهاجمة تاوريس خيرسون، المستوطنة البيزنطية في شبه جزيرة القرم (المادة 8). كان من المقرر إدارة مصب نهر دنيبر (بيلوبيريزي) بشكل مشترك، على الرغم من حظر الروس للشتاء هناك واضطهاد الصيادين من تاوريس خيرسون (المادة 12).
تحتوي المادة 2 على أحكام جديدة بشأن القانون البحري. من أجل التمييز بين التجار المسالمين والمغيرين، كان على كل سفينة تابعة للروس تحمل ميثاق أمير كييف، موضحًا عدد الأشخاص وعدد السفن التي ستبحر إلى القسطنطينية. خلاف ذلك، قد يتم القبض على سفن روس من قِبل السلطات الإمبراطورية.